# Pisto (culinária)
Pisto é uma preparação tradicional da culinária da Espanha, que consiste numa fritada de pimento, tomate, cebola, ovos e outros alimentos; esta palavra deriva do língua latina|latim “pistus”, que significa “moído” ou “partido em pequenos pedaços”. De acordo com a Real Academia Española, o termo pisto também se utiliza para o caldo de aves, principalmente aquele que é tradicionalmente preparado para doentes que só podem comer líquidos.  A variante principal é o “pisto manchego”, uma vez que se pensa que esta iguaria é originária da região de La Mancha, no centro da Espanha. 
Segundo algumas fontes, o pisto e a ratatouille francesa pertencem à mesma família de pratos: os dois têm como base um refogado de cebola, alho, tomate e pimento. A ratatouille leva sempre beringela, enquanto que o pisto pode ou não usar este vegetal; é mais comum o uso de abobrinhas. Estes pratos podem ter origem na antiga Alandalus, com o nome de “alboronia”, que ainda hoje é usado, não só em Espanha, mas também na Colômbia, na versão “boronia”, baseado em beringelas e com um toque local;  no entanto, o tomate e o pimento só foram trazidos da América pelos “conquistadores” no século XVII. 
Na sua forma mais simples, um refogado de pimentos com cebola e tomate, o pisto pode servir de base a outras preparações, como a fritada (basca); ou pode ser mais elaborado e transformado num prato principal (com ovos, enchidos e pão), ou ainda ser servido com uma tortilha espanhola ou como recheio de empanadas.